# Justice (альбом)
Justice  (рус. Справедливость) — второй студийный альбом японской метал-группы Matenrou Opera, вышел 7 марта 2012 года и продолжил тенденцию к утяжелению в музыке группы. Диск получил положительные отзывы у критиков, помимо этого был отмечен профессиональный рост участников группы. Это второй альбом группы, а также первый их альбом, выпущенный в статусе мейджер.

## Об альбоме
Впервые о выходе диска было объявлено в конце ноября 2011 года, первоначально подробности не раскрывались, было лишь известно то, что после его выхода группа отправится в свой первый национальный тур. Помимо новых песен и двух синглов, на альбом также вошла акустическая версия песни «Kizuna», которую музыканты посвятили пострадавшим во время землетрясения и цунами на востоке страны в марте того же года.
Название альбома было придумано вокалистом группы Соно. По его словам, несмотря на то, что абсолютной справедливости не существует, есть ещё и истина конкретно для него. Каждая песня на альбоме повествует о части общей истории, которая началась в песне «Helios», ставшей заглавным треком в первом сингле из этого альбома. По словам барабанщика группы Ю, они также старались выразить свои чувства через каждую песню посредством музыки и текстов. Основными же темами лирики альбома стали трагедии детей и проблемы справедливости.

## Список композиций
Вся лирика написана Соно, а музыка всей группой.
| №                   | Название                              | Длительность |
| ------------------- | ------------------------------------- | ------------ |
| 1.                  | «21mg»                                | 6:23         |
| 2.                  | «AGE»                                 | 4:04         |
| 3.                  | «APOPTOSIS»                           | 4:41         |
| 4.                  | «Designer Baby»                       | 4:32         |
| 5.                  | «Helios»                              | 5:01         |
| 6.                  | «IMPERIAL RIOT»                       | 3:32         |
| 7.                  | «Just Be Myself»                      | 4:31         |
| 8.                  | «Justice»                             | 5:42         |
| 9.                  | «Kizuna -full chorus-»                | 6:03         |
| 10.                 | «Mermaid»                             | 4:08         |
| 11.                 | «Nerashite kuchibiru de KISS o shite» | 3:59         |
| 12.                 | «NEW CINEMA PARADISE»                 | 6:05         |
| 13.                 | «Otoshiana no soko wa konna sekai»    | 4:09         |
| Общая длительность: | Общая длительность:                   | 62:10        |